# Scheda di rete

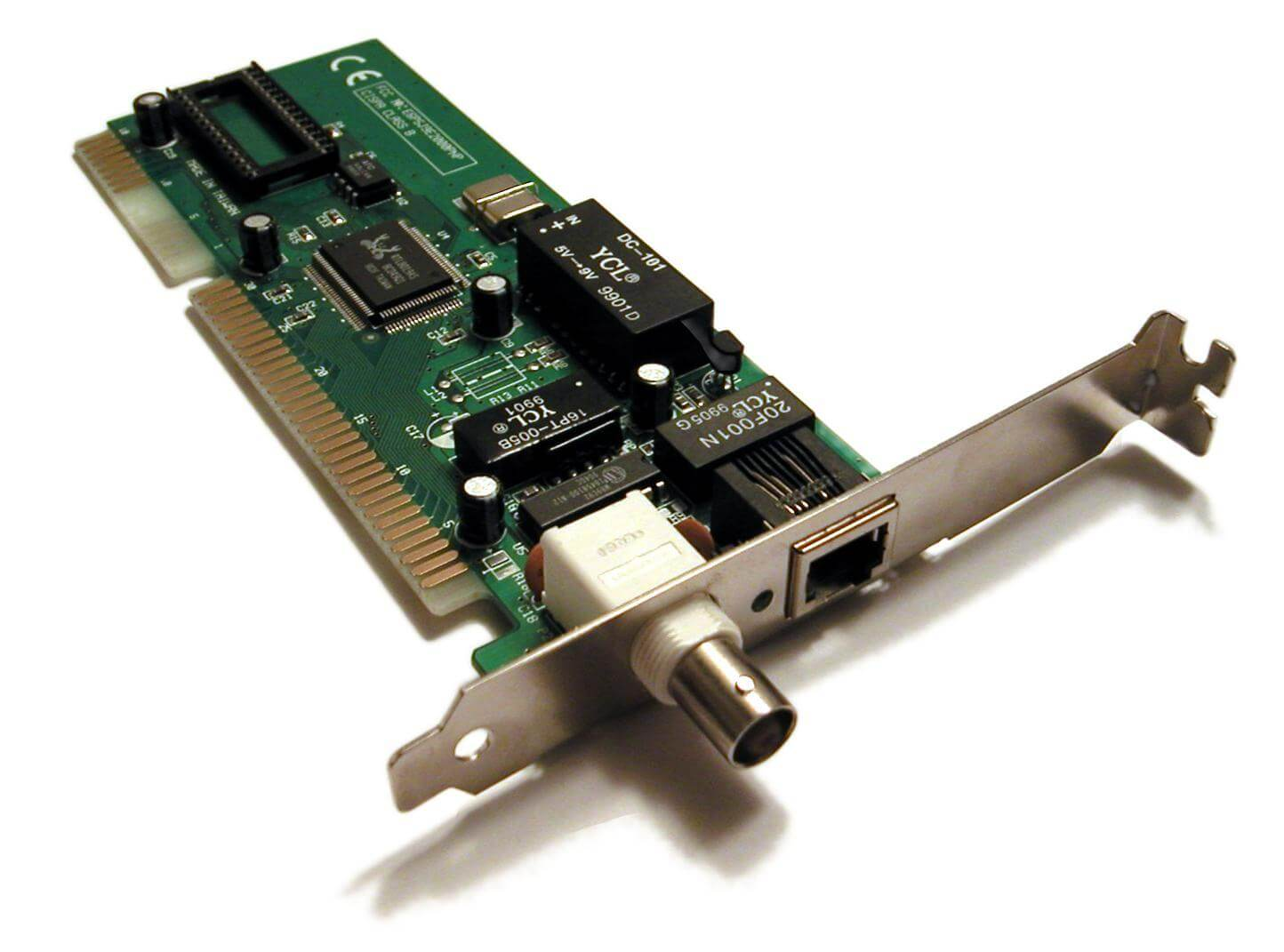
Scheda di rete Ethernet per bus ISA a 16 bit - Da una parte si nota il circuito stampato con i vari componenti elettronici, dall'altra le prese o porte per i cavi.

La scheda di rete (in acronimo NIC, dall'inglese Network Interface Controller), è un'interfaccia digitale, costituita da una scheda elettronica, che svolge tutte le funzionalità logiche di elaborazione necessarie a consentire la connessione del dispositivo ad una rete informatica e la conseguente trasmissione e ricezione di dati.

## Descrizione

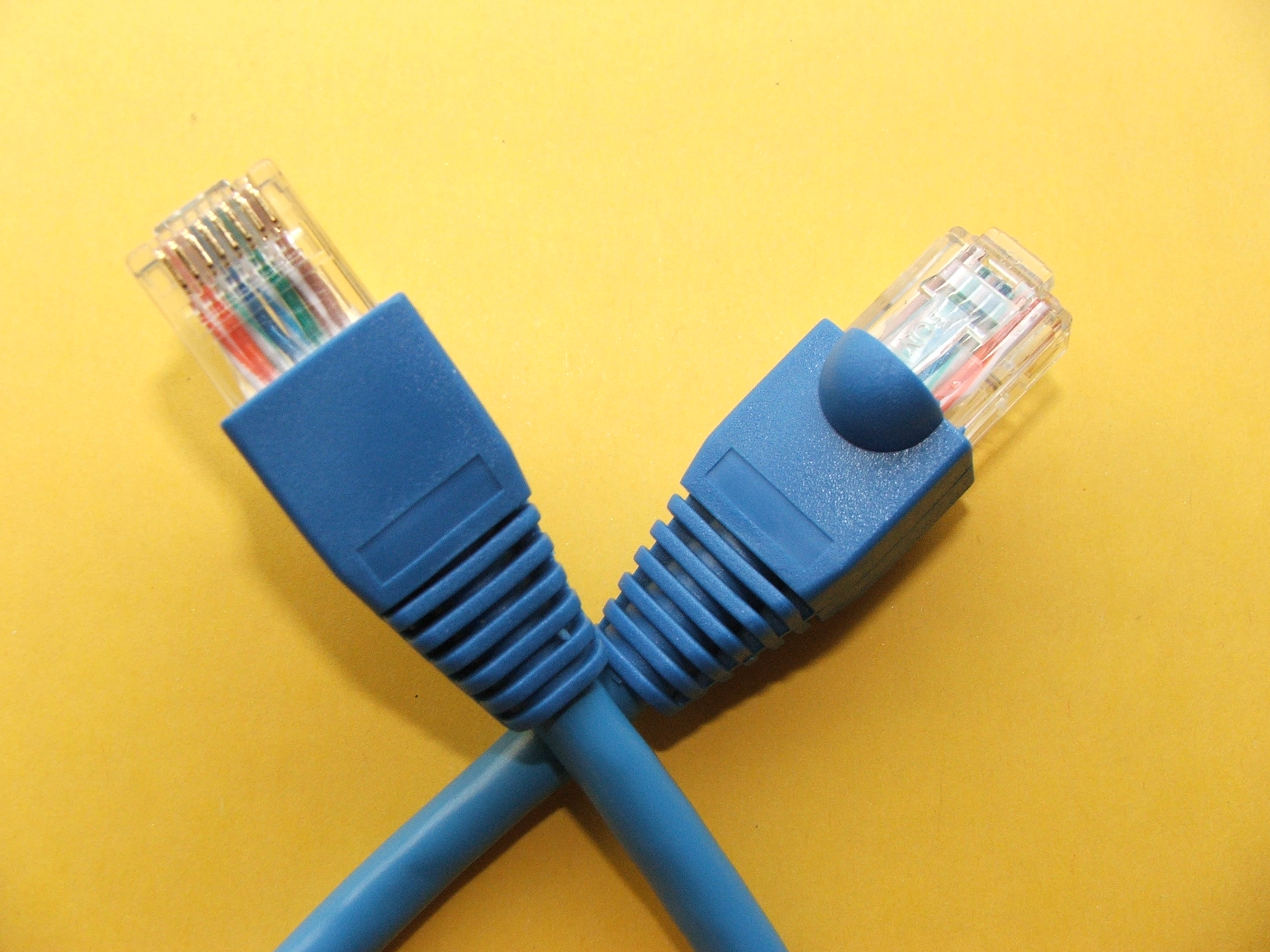
Connettori RJ-45 per schede di rete cablate

Logo Wi-Fi

Logo Bluetooth

### Scheda di rete cablata
Esistono diverse tecnologie di rete con relative interfacce/schede di rete cablate, tra cui le più diffuse sono:
- Ethernet
- Token ring
- Token bus

### Scheda di rete wireless
Una scheda di rete wireless è una scheda che permette la connessione ad una rete tramite collegamento senza fili a mezzo di onde radio. Appartengono a questo tipo di scheda la scheda Wi-Fi e la scheda Bluetooth e ne sono dotati tutti i PC portatili (laptop), i tablet e gli smartphone moderni, mentre non è una dotazione tipica di base per i PC fissi, per i quali risulta però installabile a posteriori. La scheda di rete e l'antenna ad essa associata comunicano con il punto di accesso della rete wireless o direttamente con gli altri terminali in maniera bidirezionale.
- Wi-Fi
- Bluetooth

### Produttori
- 3Com
- Broadcom
- D-Link
- Intel
- Novell
- Qualcomm
- Realtek